# Клиновка (Ковилкінський район)
Кли́новка (рос. Клиновка, ерз. Клиновка) — село у складі Ковилкінського району Мордовії, Росія. Адміністративний центр Клиновського сільського поселення.
Населення — 139 осіб (2010; 146 у 2002).
Національний склад станом на 2002 рік:
- росіяни — 97 %